# Housenkovec
Housenkovec (Beckmannia) je rod trav, tedy rostlin z čeledi lipnicovitých (Poaceae). Jedná se o jednoleté i vytrvalé byliny. Jsou trsnaté nebo někdy vytváří krátké výběžky. Stébla jsou 30–150 cm vysoká. Listy jsou ploché, na vnější straně listu se při bázi nachází jazýček. Květy jsou v kláscích, které tvoří lichoklas, vzácněji se dolní klásky větví a tvoří až latu. Klásky jsou zboku smáčklé, zpravidla 1–2květé. Na bázi klásku jsou 2 plevy, které jsou přibližně stejné, bez osin, ale hrotité. Pluchy jsou bez osin, někdy jsou hrotité. Plušky jsou kratší než pluchy, dvoukýlné nebo nikoliv. Plodem je obilka. Na světě se vyskytují pouze 2 druhy, rozšířené v Evropě, Asii a Severní Americe.

## Druhy rostoucí v Česku
V České republice rostou velmi vzácně 2 druhy z rodu housenkovec., oba jsou považovány za náhodně a přechodně zavlečené neofyty. Housenkovec zduřelý (Beckmannia eruciformis) byl nalezen v oblasti soutoku Moravy a Dyje u Lanžhota na J Moravě, zatímco housenkovec cizí (Beckmannia syzigachne) je původní v S. Americe a Asii.